# Трецо Тинела
Трецо Тинела (итал. Trezzo Tinella) је насеље у Италији у округу Кунео, региону Пијемонт.
Према процени из 2011. у насељу је живело 55 становника. Насеље се налази на надморској висини од 332 м.

## Становништво
Према резултатима пописа становништва 2011. у општини је живело 341 становника.
| 1931. | 1936. | 1951. | 1961. | 1971. | 1981. | 1991. | 2001. | 2011. |
| ----- | ----- | ----- | ----- | ----- | ----- | ----- | ----- | ----- |
| 1.024 | 1.007 | 768   | 574   | 498   | 408   | 363   | 356   | 341   |